# バルテリ・ボッタス
バルテリ・ビクトル・ボッタス（Valtteri Viktor Bottas, フィンランド語に近い表記では「ヴァルッテリ・ボッタス」、1989年8月28日 - ）は、フィンランド・パイヤト＝ハメ県ナストラ出身のレーシングドライバー。

## 経歴

### 初期の経歴
6歳でレーシングカートを始め、レースキャリアをスタート。2007年以降、フォーミュラシリーズの下位カテゴリーで実績を上げ、 2008年ユーロカップ・フォーミュラ・ルノーでチャンピオンを獲得。
2009年から2010年の2年間はF3に参戦。ユーロF3では両年ともシリーズ3位に入った。またマスターズF3にも両年とも出場し2年連続で優勝した。
2011年はGP3に出場。初参戦の年にチャンピオンに輝いた。また、この年にもF3に数戦出場した。
ボッタスは母国フィンランドの先輩であるミカ・ハッキネンの元マネージャーだったディディエ・コトンが経営するエイセズ・マネージメントと契約し、ウィリアムズ役員（のちメルセデスチーム代表）のトト・ヴォルフからも財政的な支援を受けている。

### F1

#### ウィリアムズ時代

##### 2011年以前
2010年と2011年はウィリアムズとテストドライバー契約を結び、前述のとおり、他のカテゴリーと並行してつつも、F1参戦の準備を始める。

##### 2012年
2012年はテストドライバーから昇格し、リザーブドライバーとして契約。GP2やフォーミュラ・ルノー3.5などでレース経験を重ねることはせずF1のみに活動を絞り、ウィリアムズチームに常に帯同し第2戦でブルーノ・セナのマシンでフリー走行1回目を担当しF1デビューを果たした。以降もフリー走行を複数回担当した。シーズン終了後、ウィリアムズとの間で2013年のレギュラードライバーとして契約したことが発表された。

##### 2013年
フル参戦1年目となるが、チームはマシン開発に失敗して苦しい戦いを強いられた。それでも、カナダGPで予選3位を獲得。第18戦アメリカGPを8位でチェッカーを受けてキャリア初、そしてこの年で唯一の入賞を記録した。チームメイトのパストール・マルドナードを殆どの場面で上回り、翌年の残留を勝ち取った。

##### 2014年

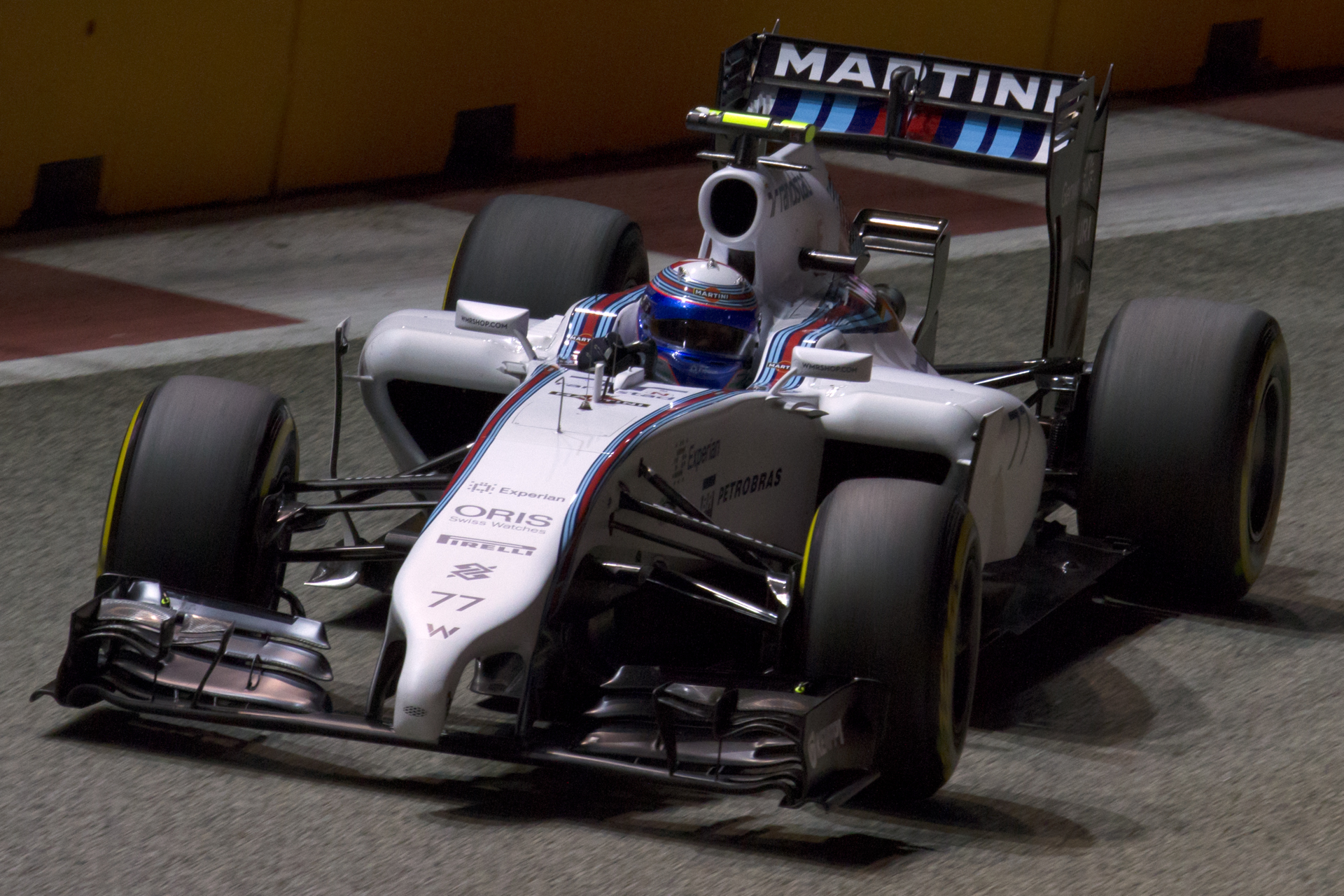
2014年シンガポールGPFP2

2014年からはフェリペ・マッサがチームメイトになった。メルセデスエンジンにスイッチしたこともあり開幕前のテストでは高い戦闘力を示していたが、シーズン当初は不運やウェットでのパフォーマンスの低さなどもありなかなか結果を出せずにいた。しかし、第8戦オーストリアGPにて予選ではポールのマッサに続く2番手、決勝では初表彰台となる3位に入った。次の第9戦イギリスGPでは予選14番手スタートながら追い上げて2位表彰台を獲得。第10戦ドイツGPでは2度目のフロントローとなる予選2番手を獲得。決勝はトラブルによるクラッシュで後方からのスタートとなったルイス・ハミルトンの猛追を抑えきって2戦連続2位フィニッシュとなった。その後はクラッチトラブルによるスタート失敗などもあり初優勝はならなかったもののポイントを積み重ね、19戦中入賞17回(うち表彰台6回)を記録。2014年の未勝利のドライバーでは最上位となるランキング4位でシーズンを終えた。

##### 2015年

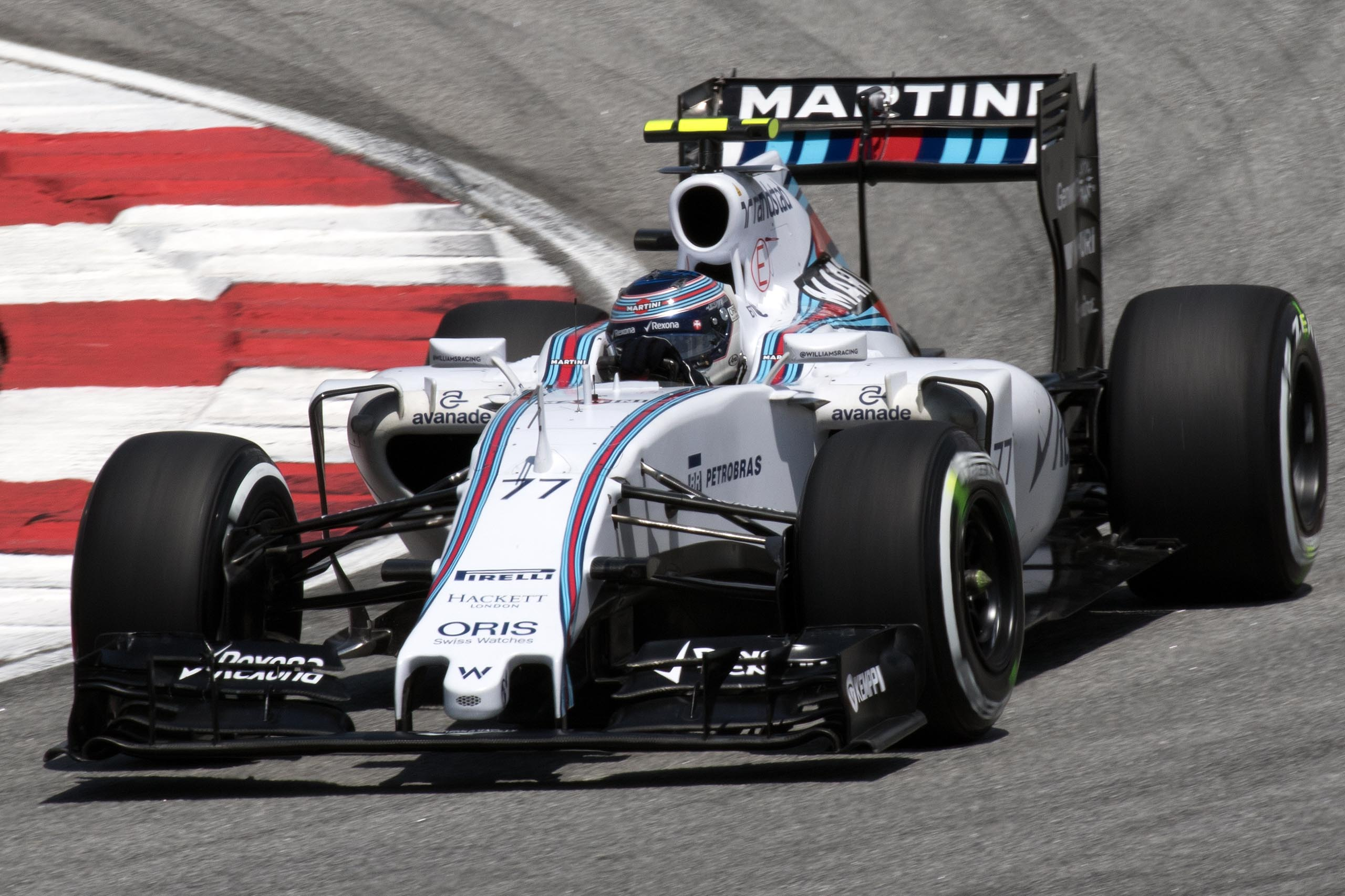
2015年マレーシアGPFP3

2015年もウィリアムズより参戦。しかし、開幕戦オーストラリアGPは背中の痛みを訴え欠場する。第2戦マレーシアGPから復帰すると、第7戦カナダGPではシーズン初表彰台を獲得。その後もコンスタントにポイントを稼ぐが、表彰台入りは第17戦メキシコGPのみに留まった。最終的にはなんとかチームメイトのマッサを上回ったものの、キミ・ライコネンとのランキング争いに敗れてランキング5位でシーズンを終えた。この年、同郷のライコネンの後任として一時はフェラーリ入りの噂も囁かれたが最終的には2016年もウィリアムズに残留することとなった。また、ライコネンとはフェラーリでの後任説の他、ロシアGPやメキシコGPでの接触、終盤のランキング4位争いなど何かと縁があるシーズンだった。

##### 2016年
この年もウィリアムズより参戦。第7戦カナダGPで3位表彰台を獲得するものの、序盤戦の4月の段階で前年型よりマシンの戦闘力が後退しているコメントが発せられ、それを表すかのように中盤戦に進むにつれてフェラーリに追いつくどころかレッドブルやフォース・インディアに追い越され、ポイントを獲得するのが精一杯という状況になっていった。最終的に3年連続でチームメイトのマッサをランキングでは上回ったが、ランキング8位と前年を下回る成績でシーズンを終えた。

#### メルセデス時代

##### 2017年

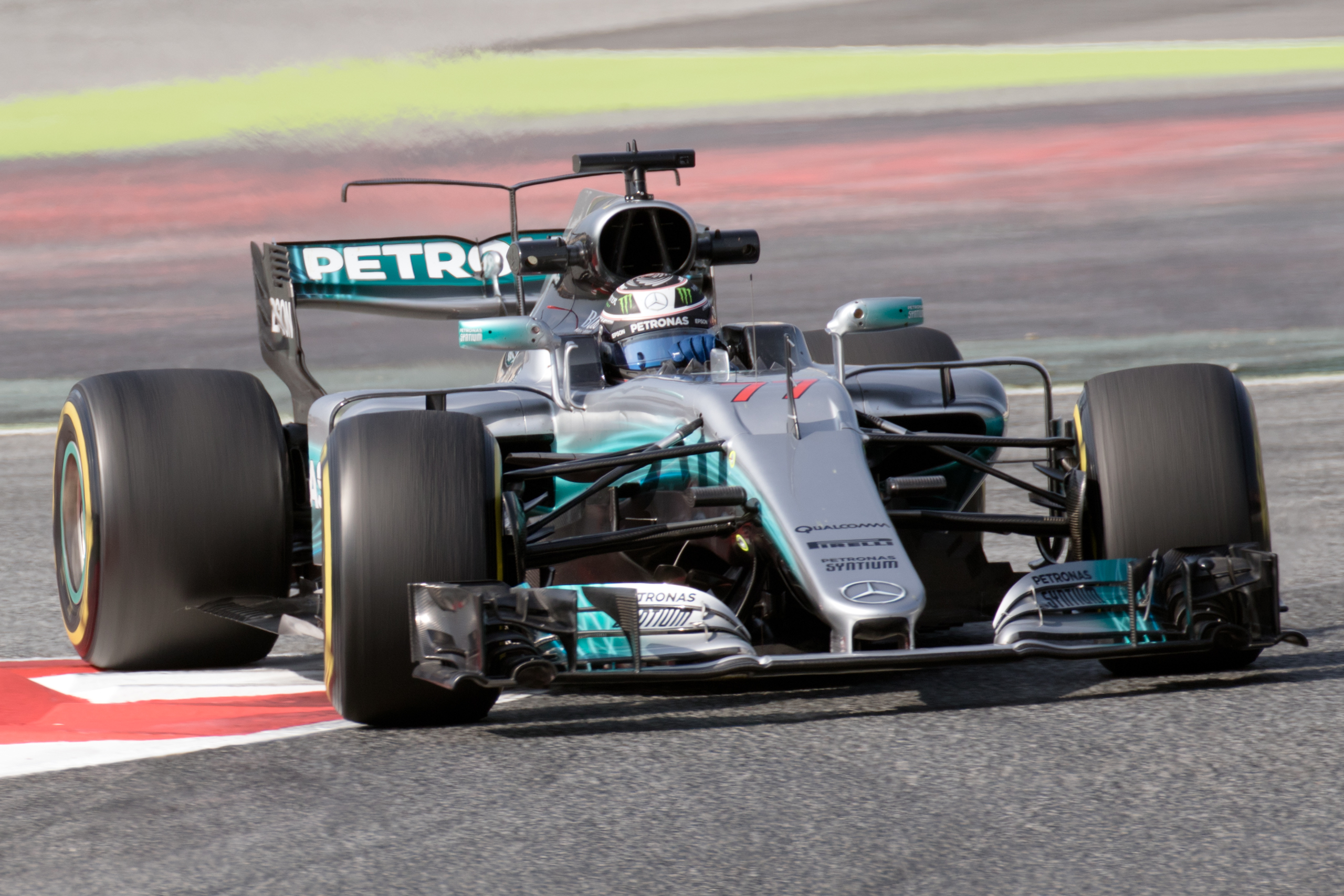
カタロニアテスト初日

当初は2017年もウィリアムズより参戦することが発表されていた。しかし前年チャンピオンのニコ・ロズベルグが引退したことにより、後任としてメルセデスから参戦することが2017年1月17日に発表された。
開幕戦オーストラリアGPでは移籍後の初レースで3位表彰台を獲得。第3戦バーレーンGPで自身初ポールポジション(PP)を獲得するも、決勝はタイヤウォーマーのトラブルもありペースが上がらず3位に終わる。つづく第4戦ロシアGPにて3番手スタートから好スタートを決めトップに立つと、フェラーリのセバスチャン・ベッテルを抑えて自身初優勝を飾った。
第9戦オーストリアGPでは2度目のPPを獲得すると、そのまま逃げ切って初のポールトゥーウィンを果たした。サマーブレイク後の第12戦ベルギーGP以降はチームメイトのルイス・ハミルトンに対して見劣りするレースも目立つようになった。しかし、チームのコンストラクターズタイトル確定後の第17戦から復調し、最終戦アブダビGPでは自身初のハットトリックでキャリア3勝目をあげてシーズンを終えた。ハミルトンとベッテルに次ぐドライバーズランキング3位となった。
リタイヤしたのはスペインGPのみ、移籍初年度ながらもPP4回と3勝を記録してコンストラクターズタイトルの獲得に貢献した。

##### 2018年
前年と同じ体制で引き続き参戦。
開幕戦オーストラリアGPでは予選Q3でクラッシュした影響で、ギアボックス交換による降格ペナルティも受けて決勝も8位フィニッシュ。第2戦バーレーンGPではベッテルを仕留めきれず2位に終わり、第3戦中国GPでもアンダーカットを成功させてトップに立つが、セーフティカー導入の際にピットインしていたダニエル・リカルドにパスされて2位。第4戦アゼルバイジャンGPでは優勝目前でデブリによるパンクでノーポイントとなるなど、開幕フライアウェイではハミルトンを凌駕する走りをしながら優勝を逃すレースが目立った。

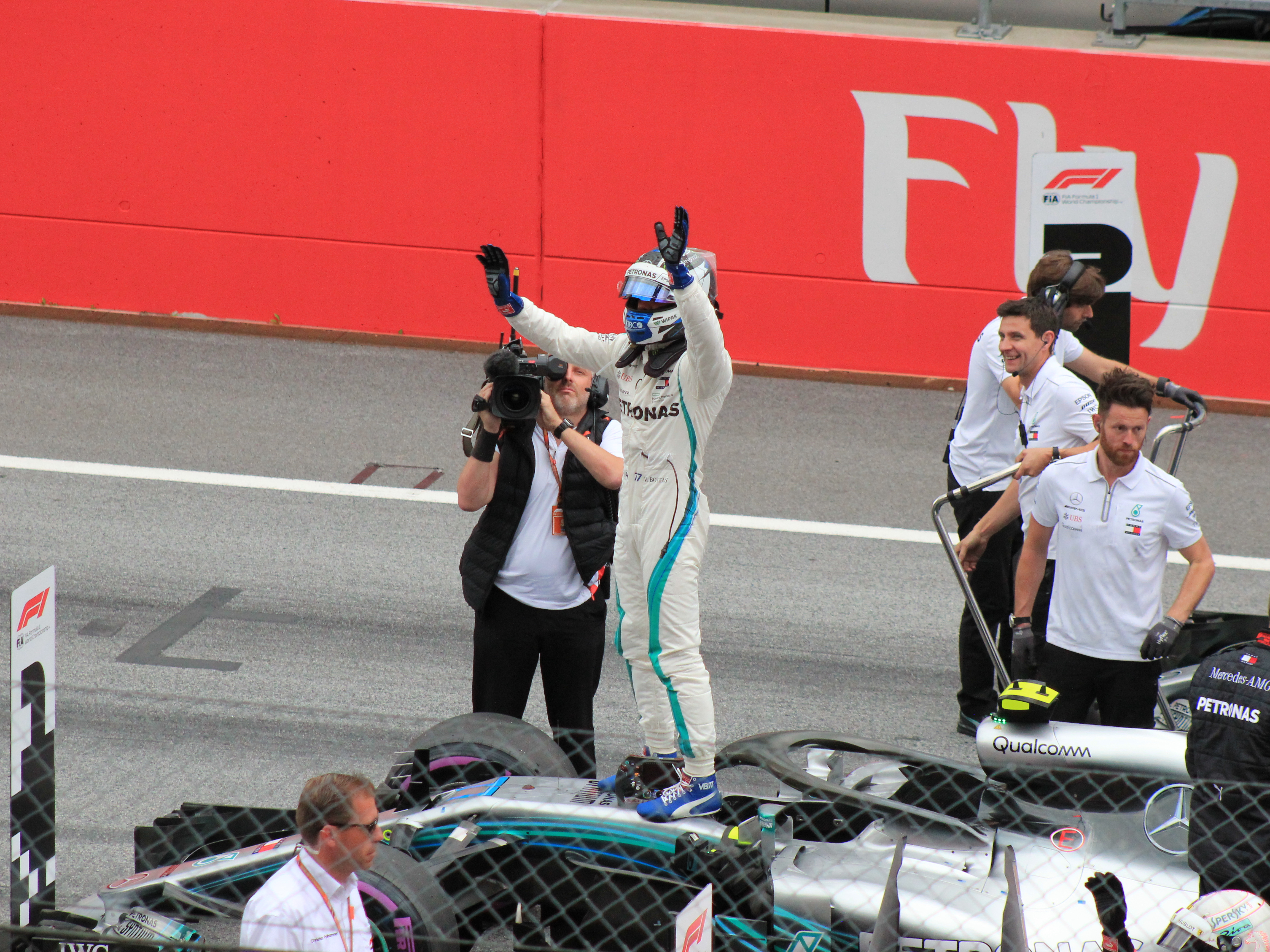
オーストリアGPでポールポジションを獲得

第8戦フランスGPではスタート直後にベッテルに当てられて表彰台を逃し、第9戦オーストリアGP予選では今シーズン初めてのポールポジションを得たものの、決勝ではリタイヤに終わり「運がなさすぎて悪い冗談のよう」とまで言い放った。このリタイアによりタイトル争いから事実上脱落し、第11戦ドイツGPでチームオーダーに相当する指示を受けたことをきっかけにハミルトンのサポート役という役割が明確化していくこととなった。
ハンガリーGP及びイタリアGPではハミルトン優勝のための援護射撃というチームプレーに留まっていたが、第16戦ロシアGPでは今季2度目のポールポジションを獲得し、レースでもメルセデスが優位性を築いたにもかかわらず、タイトル争いを優先するチームオーダー厳守を命じられて優勝を譲った。本人はそうなることを覚悟はしていたものの複雑な心境を抱えていた。ここまで幾度もチームオーダーを受けた影響もあり、ロシアGPでは終盤ファステストラップを叩き出す形での一種の抗議の意思を示し、フィニッシュ直後のパルクフェルメにおいて明らかに意気消沈した姿が映し出された。これがチームのダブルタイトルを確定させる一因となったものの、この件についてはハミルトンもチームを批判するほどであった。
ドライバーズランキングも日本GPまでは3位の位置であったが、このことが影響したのか残りのレースでライコネン、マックス・フェルスタッペンに先着される展開が続いた。終盤戦の失速によって僅差だがランキング5位にまで後退してシーズンを終えた。また、トップ3（メルセデス、フェラーリ、レッドブル）の在籍ドライバーとしては唯一未勝利に終わった。
この結果について、同郷の先輩のミカ・サロは「彼にとってほとんどすべてが悪い方向へと向いてしまっていた」「アゼルバイジャンでのバーストが無ければ様相は全く違っていた」とコメント。トト・ヴォルフも擁護するコメントを発している。また、タイトル獲得のためという名目で事実上ボッタスに犠牲を強いたチーム方針について内容は違えど批判もあった。一方でボッタス自身は最終戦後に「思いどおりにいかないシーズンが終わってほっとしている」や「アゼルバイジャンGPはキャリアのなかで最悪の経験」というコメントからも意気消沈していることが明らかであった。また、ロシアGP後の記者会見において「もう、すべては終わったことだ。来年、頑張るよ」とコメントし表向きは割り切りつつも憔悴している様子を見せていたが、その内心は2021年4月の記事によれば、ロシアGPの一件に関しては許容できるものではなく、シーズン終了と同時にチームを去ってそのままF1引退を数日間は真剣に考えていたことや当時の周辺の人々もボッタスの内心に気付いていなかったことが語られている。
ドイツGPの直前にチームと2019年の契約と2020年のオプション契約を結んだことが発表され、2019年シーズンも同ドライバーラインナップで参戦する。

##### 2019年

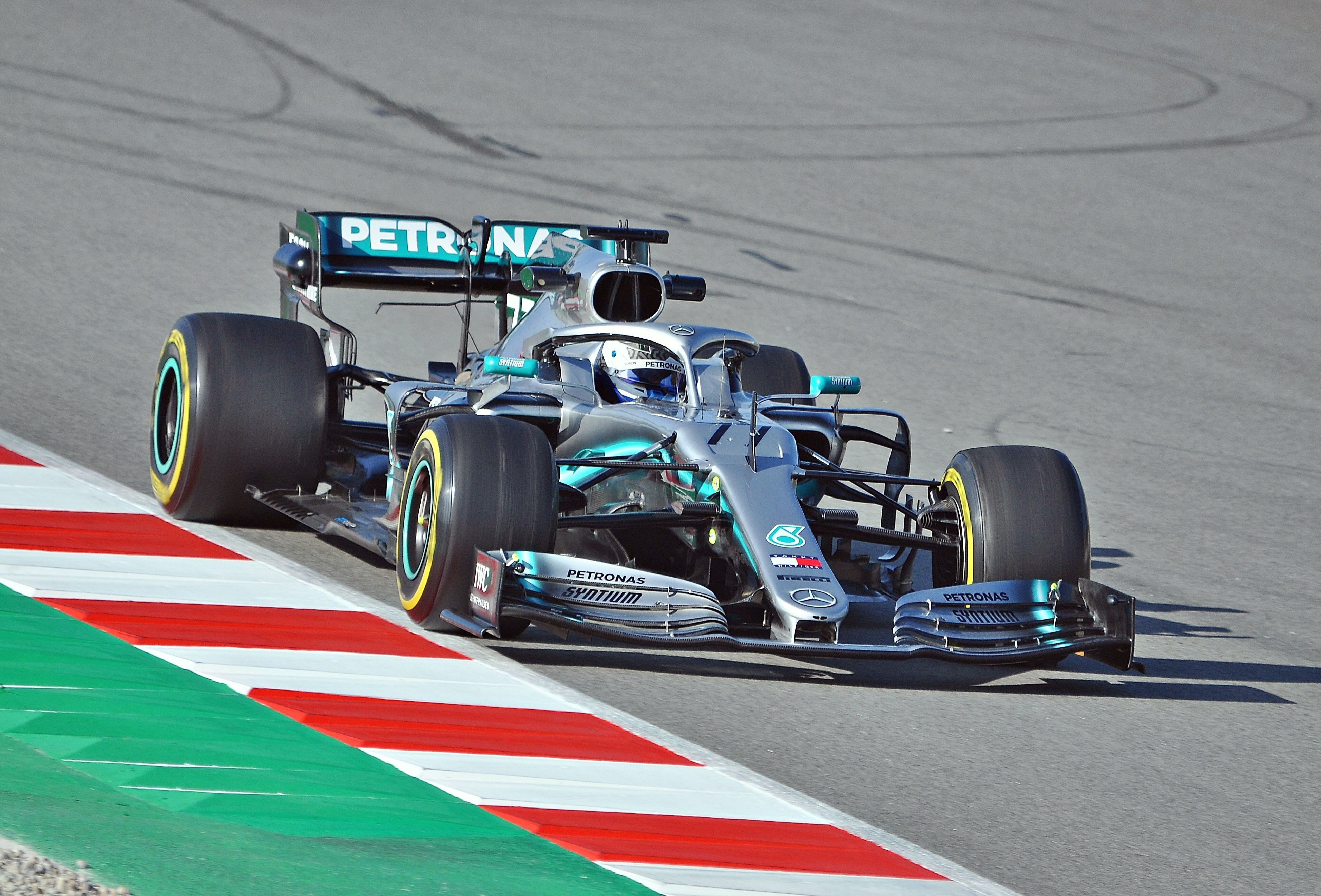
カタロニアテスト

同体制で引き続き参戦。この年からハミルトンやベッテルのように髭を生やして参加した。
開幕戦オーストラリアGPでは、PPは逃したもののスタートでトップを奪いチームメイトのハミルトンに大差をつけた上、今シーズンから導入されたファステストラップポイントも得て、2シーズンぶり自身4度目となる優勝を飾った。チェッカーフラッグを振られた直後の無線で放送禁止用語を言い放ち、勝利の雄叫びを上げる形で反論。第3戦では今季初のPPを獲得（決勝は2位表彰台）。第4戦ではポールトゥーウィンでの今季2勝目を挙げるなど、ここまではハミルトンと拮抗していた。
しかし、第5戦以降は第10戦イギリスGPのPP獲得のように時折彼を凌駕する走りを見せたこともあったが、ハミルトンがマシンのパフォーマンスを引き出せるようになってくると差が広がり始める。そして、第11戦ドイツGPでは天候に翻弄されレース終盤に縁石に乗り上げスピンし、今季初のリタイアとなった。エステバン・オコンとの交代が囁かれる中、サマーブレイク期間の8月29日、メルセデスは2020年のオプション契約権を行使し、同年までの契約延長を発表。2020年シーズンもメルセデスから参戦する。
しかし、第11戦のリタイアと第12戦の接触が原因の8位入賞により、自力でのタイトル獲得が絶望的となり、ここからは前年同様チームプレーが目立つこととなった。だが、失速した前年と異なり、第17戦で3番手スタートからの優勝、第19戦でポールトゥーウィンを挙げて今季4勝目を記録。その甲斐もあり一時は危ぶまれたドライバーズランキング2位の座を死守することに成功。この年はいずれもキャリアベストとなるドライバーズランキング2位、シーズン4勝、326ポイントという成績を残した。またペナルティポイントを一切受けずにシーズンを終えた。

##### 2020年
同体制で引き続き参戦。

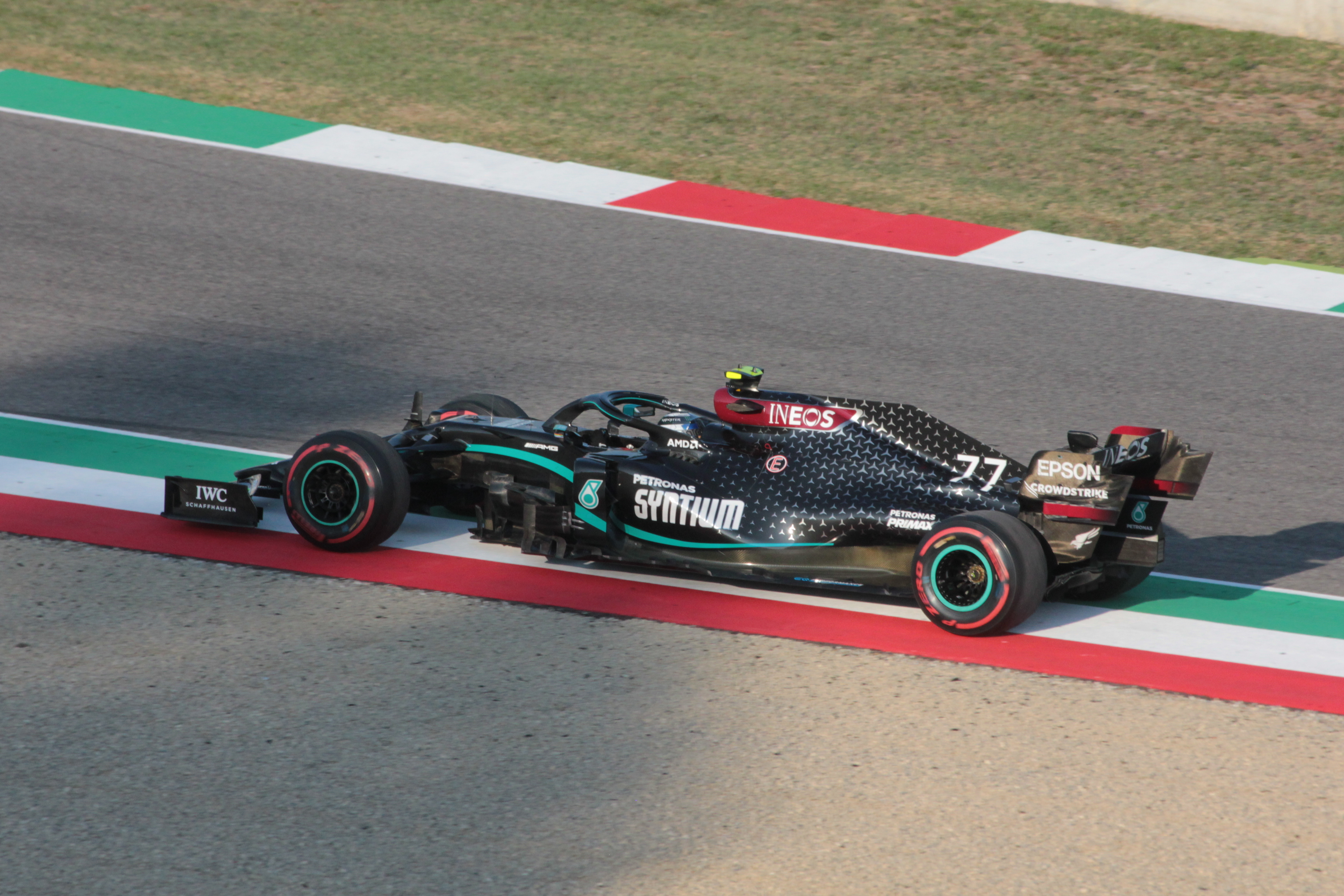
2020年トスカーナGP

新型コロナウイルスの世界的な流行で4ヶ月近く開幕が遅れた中、開幕戦オーストリアGPではPPを獲得すると、決勝ではハミルトンと接戦を演じつつも全周回でトップを守り2年連続の開幕戦優勝を果たしたが、マシンのギアボックスの問題を受けて一種のチームオーダーが出されたことで得た勝利でもあった。第3戦は3位、第4戦はレース終盤にタイヤがパンクしてノーポイント、第6戦は3位という結果で終わった。また、第5戦ではPPを獲得するもレース戦略がかみ合わず3位。第8戦イタリアGPと第9戦は2番手スタートとなるが、前者はスタートに失敗したことが響いて5位完走。後者はスタートを決めて一旦は首位へ浮上するも最後までそれを維持できず2位で終わるなど、チャンスを生かせない場面も目立っている。
第13戦では
それでも、第10戦ロシアGPでは今季2勝目をあげるが、この勝利もハミルトンにペナルティが下ったことで繰り上がった為であった。第11戦アイフェルGPではPPを獲得するが、決勝ではパワーユニットの故障によりシーズン初、チームにとっても唯一のマシントラブルによるリタイアを喫した。この時点で自力でのタイトル獲得の可能性は消滅したが、第12戦は2位を獲得。第13戦ではPPを獲得しながらも、レース序盤に他車の接触事故で落下したパーツがマシン下に入り込んだことによるペースダウンが起きてしまい2位。何とかここまではタイトル候補として踏みとどまっていた。しかし、第14戦でスタート直後の混戦で起きた接触によりマシンが損傷し、この影響で14位完走となってしまいハミルトンのタイトルを確定させることとなった。第15戦はデブリ（破片）を拾ったことにより順位を落としての8位完走。第16戦ではPPを獲得しながらも、タイヤ交換ミスで8位完走。
第3戦でハミルトンがポイントリーダーとなってからは再度その座を奪取することはできなかった。最終的にはドライバーズランキング2位を死守したものの、3位のフェルスタッペンに対し9ポイント差まで迫られる結果となった。ボッタス側に不運が集中した面もあったが、ハミルトン以外で数少ないタイトル候補にもかかわらず、精彩を欠いたことから厳しいコメントを載せた記事も少なからずあった。
第5戦前の8月6日に、チームはボッタスとの契約を2021年末までの契約延長を発表した。

##### 2021年

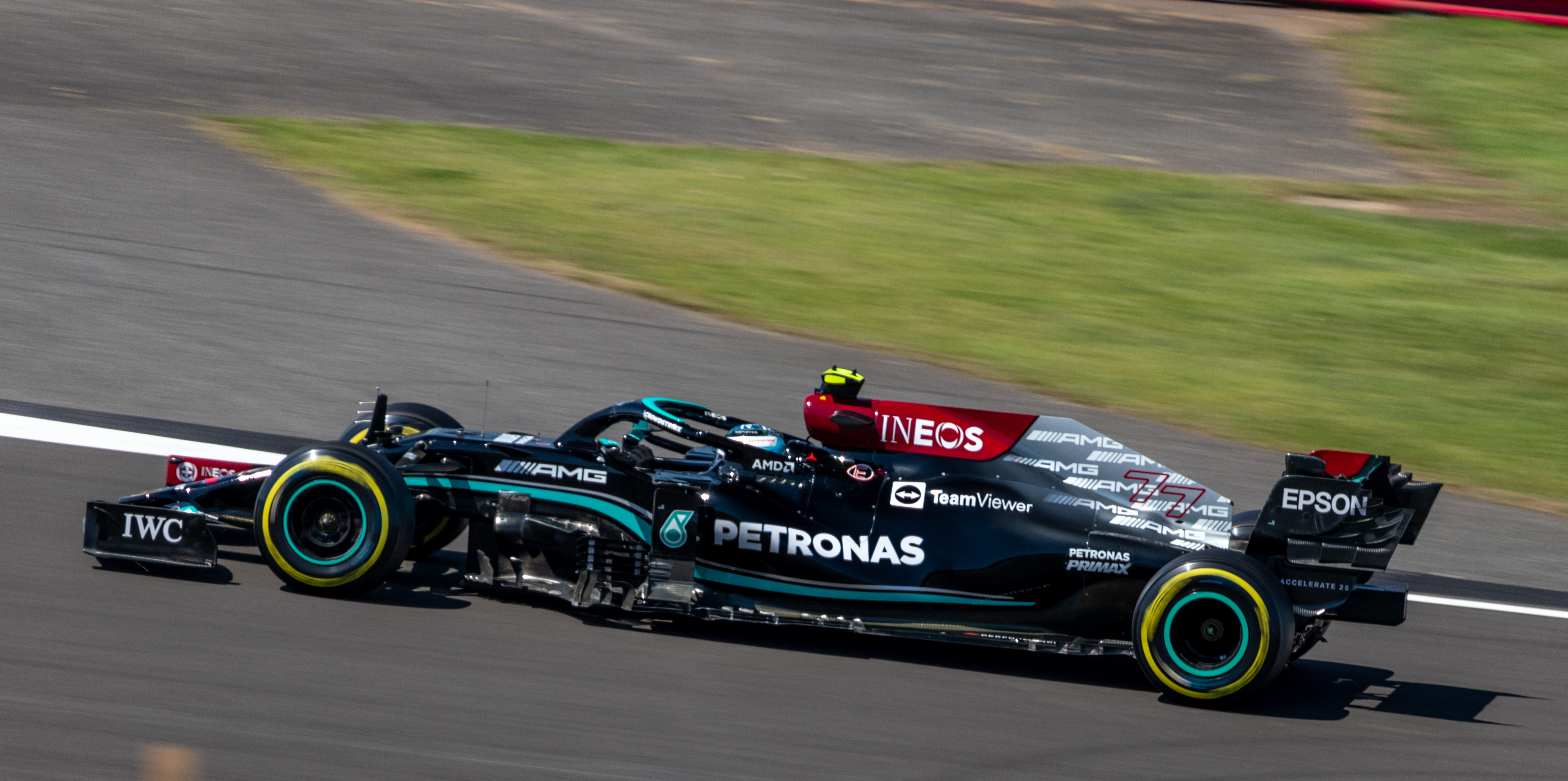
2021年イギリスGP

同体制で引き続き参戦。メルセデス5年目となる。
開幕戦は3位表彰台とファステストラップを獲得。第3戦で今季初のPPを獲得した。
第2戦エミリア・ロマーニャGPでは、中盤にラッセルがタンブレロコーナーで追い抜きにかかる際、ラッセルの駆動輪が水たまりに乗ってコントロールを失い両者は高速クラッシュ、派手にデブリを散乱させ赤旗中断となった。この直前にハミルトンがコースアウトから壁にぶつかりリタイヤかと思われたが、この赤旗再スタートでリタイヤから救われ2位フィニッシュにまで挽回している。
第11戦ハンガリーGPではスタート直後に車間距離を見誤りランド・ノリスに追突・さらにアウト側にいた選手権を争うレッドブル2台まで巻き込み多重クラッシュを引き起こしてしまう。これにより次戦ベルギーで5グリッドダウンペナルティを受けた。
第13戦オランダGPでは、決勝では残り5周でタイヤ交換された為FLポイント狙いのアタックを仕掛けるがチーム側が最終セクターで減速するよう指示が出され、同様に終盤タイヤ交換したハミルトンがFLポイントを得た。メルセデス代表トト・ウォルフはボッタスのアタックを「生意気だが、理解はできる」と評した。
第14戦イタリアGPでは規定数以上のパワーユニット4基目を投入し最下位スタート、3位表彰台まで巻き返した。
第15戦ロシアGPでは、前戦でPU交換しペナルティで最後尾スタートになったにもかかわらず、ここでもPU内3つのコンポ―ネント交換で15グリッドダウンスタートとなった。これはPU交換を含めたペナルティで最後尾スタートとなったフェルスタッペンの前を抑え込みハミルトンを先行させる為にチームが最後尾にならない位置でフェルスタッペンに近い後方グリッドに下げさせたとの見方が有力である。しかし決勝ではあっさりフェルスタッペンの追い抜きを許してしまい、自身は5位フィニッシュとした。
第16戦トルコGPは前年同様に雨天のもと1年ぶりの優勝。前年はスピンを繰り返し不調だったが今回は優勝し意地を見せた。
第17戦アメリカGPでは予選でICE交換となり5グリッドダウン、決勝は6位。
第21戦サウジアラビアGPではハミルトン優勝ボッタス3位とし、コンストラクターズポイントにてペレスがルクレールと接触リタイヤしたレッドブルに対し大差をつけ同タイトル獲得に貢献。最終的に自身はドライバーズランキング3位でシーズンを終えた。

#### アルファロメオ時代

##### 2022年
2021年9月6日、2021年限りでメルセデスチームからの離脱と2022年シーズンからのアルファロメオとの複数年契約を発表した。チームメイトはルーキーの周冠宇。開幕戦バーレーンGP、ボッタスは予選で6位につけ、決勝では上位勢などのリタイアにより6位となった。第2戦サウジアラビアGPではリタイアに終わるが次戦オーストラリアGPでは再び8位に入り今シーズン2回目の入賞を果たした。

### ラリー

#### 2019年
2019年1月24日-26日、フィンランドラリー選手権第一戦、アークティック・ラップランド・ラリーへMスポーツより参戦（ラップランド・ラリーは毎年ゲストドライバーを迎えて行われる）。2018年型フォード・フィエスタWRCを操り、ステージトップを含む総合5位を記録した。
7月には、母国フィンランドを本拠地とするTOYOTA GAZOO Racing WRTが開発している、トヨタ・ヤリスWRCのテストドライブを行った。
12月にはポールリカールで行われたエキシビションラリーにシトロエン・DS3 WRCで参戦し、キャリア初のラリー優勝を収めた。

## エピソード
- カーナンバーは「77」。これは自分の名前の姓名両方にある”TT”（Valtteri Bottas）にひっかけたもの。
- フィンランドの女子競泳選手のエミリア・ピッカライネンと2010年ごろから交際し、のち2016年に結婚したものの2019年に離婚した[77]。
- 2016年に「バルト・ピッカライネン」という偽名でマラソンに出場していた[78]。偽名で参加した理由は、マスコミが誰も来ないと思ったためとのことで実際にマスコミは1人も来なかったらしい。10kmマラソンを38分54秒で完走している。
- ウィリアムズでデビューしウィリアムズで4年間を走り、キャリア5年目にニコ・ロズベルグの後任としてメルセデスに移籍することとなったが、デビューチームはウィリアムズ、4年間ウィリアムズで走りキャリア5年目でメルセデスに移籍という状況は、奇しくもロズベルグと同じキャリアの歩み方である。ロズベルグとの共通点はかなり多い[79]。

## レース戦績

### 略歴
| 年   | シリーズ                                              | チーム                                              | レース             | 勝利               | PP                 | FL                 | 表彰台             | ポイント           | 順位               |
| ---- | ----------------------------------------------------- | --------------------------------------------------- | ------------------ | ------------------ | ------------------ | ------------------ | ------------------ | ------------------ | ------------------ |
| 2007 | フォーミュラ・ルノー2.0 NEC（英語版）                 | コイラネン・ブロス・モータースポーツ（英語版）      | 16                 | 2                  | 2                  | 3                  | 6                  | 279                | 3位                |
| 2007 | フォーミュラ・ルノーUK ウィンター・シリーズ（英語版） | AKA・コブラ                                         | 4                  | 3                  | 0                  | 1                  | 4                  | 0                  | NC†                |
| 2008 | ユーロカップ・フォーミュラ・ルノー2.0（英語版）       | モトパーク・アカデミー（英語版）                    | 14                 | 5                  | 7                  | 4                  | 10                 | 139                | 1位                |
| 2008 | フォーミュラ・ルノー2.0 NEC                           | モトパーク・アカデミー（英語版）                    | 14                 | 12                 | 13                 | 12                 | 12                 | 365                | 1位                |
| 2009 | フォーミュラ3・ユーロシリーズ                         | ARTグランプリ                                       | 20                 | 0                  | 2                  | 1                  | 6                  | 62                 | 3位                |
| 2009 | イギリス・フォーミュラ3選手権                         | ARTグランプリ                                       | 4                  | 0                  | 0                  | 0                  | 1                  | N/A                | NC†                |
| 2009 | マスターズ・オブ・フォーミュラ3                       | ARTグランプリ                                       | 1                  | 1                  | 1                  | 1                  | 1                  | N/A                | 1位                |
| 2009 | マカオグランプリ                                      | ARTグランプリ                                       | 1                  | 0                  | 0                  | 0                  | 0                  | N/A                | 5位                |
| 2010 | フォーミュラ3・ユーロシリーズ                         | ARTグランプリ                                       | 18                 | 2                  | 1                  | 4                  | 8                  | 74                 | 3位                |
| 2010 | マスターズ・オブ・フォーミュラ3                       | ARTグランプリ                                       | 1                  | 1                  | 0                  | 0                  | 1                  | N/A                | 1位                |
| 2010 | マカオグランプリ                                      | プレマ・パワーチーム                                | 1                  | 0                  | 0                  | 0                  | 1                  | N/A                | 3位                |
| 2010 | フォーミュラ1                                         | AT&T・ウィリアムズ                                  | テストドライバー   | テストドライバー   | テストドライバー   | テストドライバー   | テストドライバー   | テストドライバー   | テストドライバー   |
| 2011 | GP3シリーズ                                           | ロータス・ART                                       | 16                 | 4                  | 1                  | 3                  | 7                  | 62                 | 1位                |
| 2011 | イギリス・フォーミュラ3選手権                         | ダブル・R（英語版）                                 | 3                  | 1                  | 0                  | 1                  | 1                  | 17                 | 17位               |
| 2011 | マカオグランプリ                                      | ダブル・R（英語版）                                 | 1                  | 0                  | 0                  | 0                  | 0                  | N/A                | NC                 |
| 2011 | フォーミュラ1                                         | AT&T・ウィリアムズ                                  | テストドライバー   | テストドライバー   | テストドライバー   | テストドライバー   | テストドライバー   | テストドライバー   | テストドライバー   |
| 2012 | フォーミュラ1                                         | ウィリアムズF1チーム                                | リザーブドライバー | リザーブドライバー | リザーブドライバー | リザーブドライバー | リザーブドライバー | リザーブドライバー | リザーブドライバー |
| 2013 | フォーミュラ1                                         | ウィリアムズF1チーム                                | 19                 | 0                  | 0                  | 0                  | 0                  | 4                  | 17位               |
| 2014 | フォーミュラ1                                         | ウィリアムズ・マルティーニ・レーシング              | 19                 | 0                  | 0                  | 1                  | 6                  | 186                | 4位                |
| 2015 | フォーミュラ1                                         | ウィリアムズ・マルティーニ・レーシング              | 19                 | 0                  | 0                  | 0                  | 2                  | 136                | 5位                |
| 2016 | フォーミュラ1                                         | ウィリアムズ・マルティーニ・レーシング              | 21                 | 0                  | 0                  | 0                  | 1                  | 85                 | 8位                |
| 2017 | フォーミュラ1                                         | メルセデスAMG・ペトロナス・モータースポーツ         | 20                 | 3                  | 4                  | 2                  | 13                 | 305                | 3位                |
| 2018 | フォーミュラ1                                         | メルセデスAMG・ペトロナス・モータースポーツ         | 21                 | 0                  | 2                  | 7                  | 8                  | 247                | 5位                |
| 2019 | フォーミュラ1                                         | メルセデスAMG・ペトロナス・モータースポーツ         | 21                 | 4                  | 5                  | 3                  | 15                 | 326                | 2位                |
| 2020 | フォーミュラ1                                         | メルセデスAMG・ペトロナス・フォーミュラワン・チーム | 17                 | 2                  | 5                  | 2                  | 11                 | 223                | 2位                |
| 2021 | フォーミュラ1                                         | メルセデスAMG・ペトロナス・フォーミュラワン・チーム | 22                 | 1                  | 4                  | 4                  | 11                 | 226                | 3位                |
| 2022 | フォーミュラ1                                         | アルファロメオF1チーム・オーレン                    | 22                 | 0                  | 0                  | 0                  | 0                  | 49                 | 10位               |
| 2023 | フォーミュラ1                                         | アルファロメオF1チーム・ステーク                    | 22                 | 0                  | 0                  | 0                  | 0                  | 10                 | 15位               |
| 2024 | フォーミュラ1                                         | ステークF1チーム・キック・ザウバー                  | 24                 | 0                  | 0                  | 0                  | 0                  | 0                  | 22位               |
| 2025 | フォーミュラ1                                         | メルセデスAMG・ペトロナス・フォーミュラワン・チーム | リザーブドライバー | リザーブドライバー | リザーブドライバー | リザーブドライバー | リザーブドライバー | リザーブドライバー | リザーブドライバー |

- * : 現状の今シーズン順位。

### フォーミュラ・ルノー2.0 NEC
| 年                | エントラント                                    | 1       | 2       | 3       | 4       | 5       | 6       | 7       | 8       | 9       | 10      | 11        | 12        | 13      | 14       | 15    | 16      | DC  | ポイント |
| ----------------- | ----------------------------------------------- | ------- | ------- | ------- | ------- | ------- | ------- | ------- | ------- | ------- | ------- | --------- | --------- | ------- | -------- | ----- | ------- | --- | -------- |
| 2007年 （英語版） | コイラネン・ブロス・モータースポーツ （英語版） | ZAN 1 4 | ZAN 2   | OSC 1 5 | OSC 2 3 | ASS 1 2 | ASS 2 4 | ZOL 1 5 | ZOL 2 5 | NÜR 1 6 | NÜR 2 6 | OSC 1 Ret | OSC 2 3   | SPA 1 5 | SPA 2 12 | HOC 1 | HOC 2 1 | 3位 | 279      |
| 2008年 （英語版） | モトパーク・アカデミー （英語版）               | HOC 1   | HOC 2 1 | ZAN 1   | ZAN 2 1 | ALA 1   | ALA 2 1 | OSC 1   | OSC 2   | ASS 1   | ASS 2 1 | ZOL 1 Ret | ZOL 2 16† | NÜR 1   | NÜR 2 1  | SPA 1 | SPA 2 1 | 1位 | 365      |

- 太字はポールポジション、斜字はファステストラップ。(key)

### ユーロカップ・フォーミュラ・ルノー2.0
| 年                | エントラント                      | 1       | 2        | 3     | 4     | 5         | 6        | 7       | 8       | 9       | 10      | 11      | 12      | 13    | 14      | DC  | ポイント |
| ----------------- | --------------------------------- | ------- | -------- | ----- | ----- | --------- | -------- | ------- | ------- | ------- | ------- | ------- | ------- | ----- | ------- | --- | -------- |
| 2008年 （英語版） | モトパーク・アカデミー （英語版） | SPA 1 3 | SPA 2 27 | SIL 1 | SIL 2 | HUN 1 Ret | HUN 2 13 | NÜR 1 2 | NÜR 2 1 | LMS 1 3 | LMS 2 1 | EST 1 3 | EST 2 1 | CAT 1 | CAT 2 4 | 1位 | 139      |

- 太字はポールポジション、斜字はファステストラップ。(key)

### フォーミュラ3・ユーロシリーズ
| 年                | エントラント  | シャシー          | エンジン   | 1         | 2        | 3       | 4        | 5        | 6         | 7       | 8       | 9       | 10      | 11      | 12        | 13      | 14       | 15      | 16        | 17       | 18        | 19      | 20      | DC  | ポイント |
| ----------------- | ------------- | ----------------- | ---------- | --------- | -------- | ------- | -------- | -------- | --------- | ------- | ------- | ------- | ------- | ------- | --------- | ------- | -------- | ------- | --------- | -------- | --------- | ------- | ------- | --- | -------- |
| 2009年 （英語版） | ARTグランプリ | ダラーラ F308/009 | メルセデス | HOC 1 Ret | HOC 2 16 | LAU 1 2 | LAU 2 13 | NOR 1 12 | NOR 2 Ret | ZAN 1 2 | ZAN 2 6 | OSC 1 2 | OSC 2 8 | NÜR 1 2 | NÜR 2 4   | BRH 1 2 | BRH 2 15 | CAT 1 4 | CAT 2 6   | DIJ 1 16 | DIJ 2 Ret | HOC 1 2 | HOC 2 5 | 3位 | 62       |
| 2010年 （英語版） | ARTグランプリ | ダラーラ F308/026 | メルセデス | LEC 1 9   | LEC 2 6  | HOC 1 3 | HOC 2 5  | VAL 1 2  | VAL 2 4   | NOR 1 3 | NOR 2 1 | NÜR 1 6 | NÜR 2 7 | ZAN 1 2 | ZAN 2 Ret | BRH 1 4 | BRH 2 4  | OSC 1   | OSC 2 11† | HOC 1 2  | HOC 2 3   |         |         | 3位 | 62       |

- 太字はポールポジション、斜字はファステストラップ。(key)
- † : リタイアだが、90%以上の距離を走行したため規定により完走扱い。

### GP3シリーズ
| 年                | エントラント  | 1         | 2         | 3          | 4         | 5         | 6         | 7          | 8          | 9         | 10        | 11        | 12        | 13        | 14         | 15        | 16         | DC  | ポイント |
| ----------------- | ------------- | --------- | --------- | ---------- | --------- | --------- | --------- | ---------- | ---------- | --------- | --------- | --------- | --------- | --------- | ---------- | --------- | ---------- | --- | -------- |
| 2011年 （英語版） | ロータス・ART | IST FEA 4 | IST SPR 8 | CAT FEA 10 | CAT SPR 7 | VAL FEA 7 | VAL SPR 3 | SIL FEA 15 | SIL SPR 12 | NÜR FEA 3 | NÜR SPR 1 | HUN FEA 1 | HUN SPR 2 | SPA FEA 1 | SPA SPR 19 | MNZ FEA 1 | MNZ SPR 17 | 1位 | 62       |

- 太字はポールポジション、斜字はファステストラップ。(key)

### フォーミュラ1
| 年     | エントラント                  | シャシー              | エンジン                               | 1       | 2       | 3      | 4        | 5         | 6        | 7      | 8      | 9        | 10      | 11       | 12       | 13      | 14      | 15      | 16      | 17      | 18       | 19       | 20        | 21       | 22     | 23       | 24      | WDC  | ポイント |
| ------ | ----------------------------- | --------------------- | -------------------------------------- | ------- | ------- | ------ | -------- | --------- | -------- | ------ | ------ | -------- | ------- | -------- | -------- | ------- | ------- | ------- | ------- | ------- | -------- | -------- | --------- | -------- | ------ | -------- | ------- | ---- | -------- |
| 2012年 | ウィリアムズ                  | FW34                  | ルノー RS27-2012 2.4 V8                | AUS     | MAL TD  | CHN TD | BHR TD   | ESP TD    | MON      | CAN    | EUR TD | GBR TD   | GER TD  | HUN TD   | BEL TD   | ITA TD  | SIN     | JPN TD  | KOR TD  | IND TD  | ABU TD   | USA      | BRA TD    |          |        |          |         | -    | -        |
| 2013年 | ウィリアムズ                  | FW35                  | ルノー RS27-2013 2.4 V8                | AUS 14  | MAL 11  | CHN 13 | BHR 14   | ESP 16    | MON 12   | CAN 14 | GBR 12 | GER 16   | HUN Ret | BEL 15   | ITA 15   | SIN 13  | KOR 12  | JPN 17  | IND 16  | ABU 15  | USA 8    | BRA Ret  |           |          |        |          |         | 17位 | 4        |
| 2014年 | ウィリアムズ                  | FW36                  | メルセデス PU106A Hybrid 1.6 V6 t      | AUS 5   | MAL 8   | BHR 8  | CHN 7    | ESP 5     | MON Ret  | CAN 7  | AUT 3  | GBR 2    | GER 2   | HUN 8    | BEL 3    | ITA 4   | SIN 11  | JPN 6   | RUS 3   | USA 5   | BRA 10   | ABU 3    |           |          |        |          |         | 4位  | 186      |
| 2015年 | ウィリアムズ                  | FW37                  | メルセデス PU106B Hybrid 1.6 V6 t      | AUS DNS | MAL 5   | CHN 6  | BHR 4    | ESP 4     | MON 14   | CAN 3  | AUT 5  | GBR 5    | HUN 13  | BEL 9    | ITA 4    | SIN 5   | JPN 5   | RUS 12† | USA Ret | MEX 3   | BRA 5    | ABU 13   |           |          |        |          |         | 5位  | 136      |
| 2016年 | ウィリアムズ                  | FW38                  | メルセデス PU106C Hybrid 1.6 V6 t      | AUS 8   | BHR 9   | CHN 10 | RUS 4    | ESP 5     | MON 12   | CAN 3  | EUR 6  | AUT 9    | GBR 14  | HUN 9    | GER 9    | BEL 8   | ITA 6   | SIN Ret | MAL 5   | JPN 10  | USA 16   | MEX 8    | BRA 11    | ABU Ret  |        |          |         | 8位  | 85       |
| 2017年 | メルセデス                    | F1 W08 EQ Power+      | メルセデス M08 EQ Power+ 1.6 V6 t      | AUS 3   | CHN 6   | BHR 3  | RUS 1    | ESP Ret   | MON 4    | CAN 2  | AZE 2  | AUT 1    | GBR 2   | HUN 3    | BEL 5    | ITA 2   | SIN 3   | MAL 5   | JPN 4   | USA 5   | MEX 2    | BRA 2    | ABU 1     |          |        |          |         | 3位  | 305      |
| 2018年 | メルセデス                    | F1 W09 EQ Power+      | メルセデス M09 EQ Power+ 1.6 V6 t      | AUS 8   | BHR 2   | CHN 2  | AZE 14†  | ESP 2     | MON 5    | CAN 2  | FRA 7  | AUT Ret  | GBR 4   | GER 2    | HUN 5    | BEL 4   | ITA 3   | SIN 4   | RUS 2   | JPN 2   | USA 5    | MEX 5    | BRA 5     | ABU 5    |        |          |         | 5位  | 249      |
| 2019年 | メルセデス                    | F1 W10 EQ Power+      | メルセデス M10 EQ Power+ 1.6 V6 t      | AUS 1   | BHR 2   | CHN 2  | AZE 1    | ESP 2     | MON 3    | CAN 4  | FRA 2  | AUT 3    | GBR 2   | GER Ret  | HUN 8    | BEL 3   | ITA 2   | SIN 5   | RUS 2   | JPN 1   | MEX 3    | USA 1    | BRA Ret   | ABU 4    |        |          |         | 2位  | 326      |
| 2020年 | メルセデス                    | F1 W11 EQ Performance | メルセデス M11 EQ Performance 1.6 V6 t | AUT 1   | STY 2   | HUN 3  | GBR 11   | 70A 3     | ESP 3    | BEL 2  | ITA 5  | TUS 2    | RUS 1   | EIF Ret  | POR 2    | EMI 2   | TUR 14  | BHR 8   | SKH 8   | ABU 2   |          |          |           |          |        |          |         | 2位  | 223      |
| 2021年 | メルセデス                    | F1 W12 E Performance  | メルセデス M12 E Performance 1.6 V6 t  | BHR 3   | EMI Ret | POR 3  | ESP 3    | MON Ret   | AZE 12   | FRA 4  | STY 3  | AUT 2    | GBR 3   | HUN Ret  | BEL 12   | NED 3   | ITA 31  | RUS 5   | TUR 1   | USA 6   | MXC 15   | SÃO 31   | QAT Ret   | SAU 3    | ABU 6  |          |         | 3位  | 226      |
| 2022年 | アルファロメオ                | C42                   | フェラーリ 066/7 1.6 V6 t              | BHR 6   | SAU Ret | AUS 8  | EMI 57   | MIA 7     | ESP 6    | MON 9  | AZE 11 | CAN 7    | GBR Ret | AUT 1110 | FRA 14   | HUN 20† | BEL Ret | NED Ret | ITA 13  | SIN 11  | JPN 15   | USA Ret  | MXC 10    | SÃO 914  | ABU 15 |          |         | 10位 | 49       |
| 2023年 | アルファロメオ                | C43                   | フェラーリ 066/10 1.6 V6 t             | BHR 8   | SAU 18  | AUS 11 | AZE 1816 | MIA 13    | MON 11   | ESP 19 | CAN 10 | AUT 1520 | GBR 12  | HUN 12   | BEL 1213 | NED 14  | ITA 10  | SIN Ret | JPN Ret | QAT 810 | USA 1216 | MXC 15   | SÃO Ret19 | LVG 17   | ABU 19 |          |         | 15位 | 10       |
| 2024年 | ステーク （キック・ザウバー） | C44                   | フェラーリ 066/12 1.6 V6 t             | BHR 19  | SAU 17  | AUS 14 | JPN 14   | CHN Ret12 | MIA 1614 | EMI 18 | MON 13 | CAN 13   | ESP 16  | AUT 1619 | GBR 15   | HUN 16  | BEL 15  | NED 19  | ITA 16  | AZE 16  | SIN 16   | USA 1720 | MXC 14    | SÃO 1316 | LVG 18 | QAT 1112 | ABU Ret | 22位 | 0        |

- 太字はポールポジション、斜字はファステストラップ。(key)
- † : リタイアだが、90%以上の距離を走行したため規定により完走扱い。
- 決勝順位右上の小数字はスプリント予選・スプリントレースでの順位。
- * : 現状の今シーズン順位。